# Aschema
Aschema là một chi nhện trong họ Zodariidae.

## Các loài
Các loài trong chi này gồm:
- Aschema madagascariensis (Strand, 1907)
- Aschema pallida Jocqué, 1991 *